# Toshihide Maskawa
Toshihide Maskawa (Japans: 益川 敏英, Masukawa Toshihide) (Nagoya, 7 februari 1940 – Kyoto, 23 juli 2021) was een Japans natuurkundige.
In 2008 kreeg Maskawa de Nobelprijs voor Natuurkunde samen met Makoto Kobayashi "voor hun ontdekking van de oorsprong van de gebroken symmetrie, die het bestaan van ten minste drie quarkgeneraties voorspelt".

## Biografie
Maskawa studeerde natuurkunde aan de universiteit van Nagoya, hij behaalde er in 1962 zijn bachelor en promoveerde vijf jaar later aan dezelfde universiteit in de deeltjesfysica. Begin jaren 1970 werkte hij samen met zijn collega Makoto Kobayashi aan een verklaring van gebroken symmetrie binnen het standaardmodel van de deeltjesfysica. Dit leidde tot de Cabibbo-Kobayashi-Maskawa-matrix die aangaf dat er zes verschillende quarks, verdeeld over drie generaties, in de natuur moesten voorkomen. Quarks zijn fundamentele bouwstenen waaruit alle samengestelde deeltjes, zoals protonen, neutronen en mesonen, zijn opgebouwd. Hun voorspelling werd vier jaar later bewezen met de ontdekking de derde generatie bottom-quark.
Maskawa en Kobayashi's artikel CP Violation in the Renormalizable Theory of Weak Interactions was in 2010 de derde meest citeerde artikel aller tijden in de hoge-energiefysica.
Van 1997 tot 2003 was Maskawa directeur van het Yukawa Instituut voor Theoretische Fysica, daarna was hij professor en directeur-generaal van het Kobayashi-Maskawa Institute for the Origin of Particles and the Universe aan de universiteit van Nagoya, directeur van het Maskawa Institute for Science and Culture aan de Kyoto Sangyo-universiteit en professor emeritus van de universiteit van Kioto.

## Erkenning
- 1985 - Japan Academy Prize
- 1985 - Sakurai Prize
- 1994 - Asahi Prize
- 2008 - Nobelprijs in de Natuurkunde
- 2008 - Orde van Culturele Verdienste (Japan)